# Talang Rimba
Talang Rimba is een bestuurslaag in het regentschap Ogan Komering Ilir van de provincie Zuid-Sumatra, Indonesië. Talang Rimba telt 1972 inwoners (volkstelling 2010).